# アルスター・バナー

アルスター・バナーは1924年-1953年の北アイルランド政府の公式旗であった。

アルスター・バナーは1953年-1972年の北アイルランド政府の公式旗であった。

アルスター・バナー（英: Ulster Banner）は、1924年から1972年まで北アイルランド政府の旗であり、事実上の北アイルランドの旗であった。アルスター・バナーはより古い北アイルランドの紋章を基にしている。北アイルランド政府は1972年に停止され、それ以後、アルスター・バナーは公的立場を有していない。アルスター・バナーはアルスター・ロイヤリズム（王党主義）のシンボルかつ賛否両論のあるシンボルとなってきており、政府の建物に掲揚することは許されていない。しかし、一部のスポーツイベントでは北アイルランドを表わすために今でも使用されている。

## 起源

アルスター地方の旗

1924-1972年の北アイルランド政府の紋章

アルスター・バナーは1924年に授与された北アイルランドの紋章から取られた紋章バナーである。イングランドの旗およびアルスターの旗に基づいており、イギリスの君主を表わす王冠が加えられている。アルスターの旗と同様に、中央にはアルスターの赤い手を含んでいる。赤い手は盾ではなく北アイルランドを形作る6つの州を表わす6つの頂点を持つ星の内部に配置されている。
アルスター・バナーは、「（以前の）北アイルランド旗」や「（古い）ストーモント旗」、「アルスター・フラッグ」、「アルスターの赤い手旗」と呼ばれることがある。ロイヤリストは北アイルランドの別称として「アルスター」をしばしば用い、ストーモントは北アイルランド政府が存在した場所である。

## 歴史

### 北アイルランド政府による使用
1924年、北アイルランド政府は王室御用達許可証によって紋章（北アイルランドの紋章）を与えられ、旗あるいはバナーにこれらの紋章を掲示する権利を有していた。この権利は1953年のエリザベス2世女王の戴冠式のために行使された。1953年から1972年までの間、この旗は北アイルランド政府の紋章であり、北アイルランドの市民の事実上の旗であった。北アイルランド紛争中の1972年、北アイルランド政府ならびに北アイルランド議会は北アイルランド暫定法によって停止され、翌1973年の北アイルランド憲法法の下で議会がイギリス政府によって廃止され、アルスター・バナーも公用旗としての地位を失った。

### その後の使用
1972年の廃止以降も、アルスター・バナー（とそのバリエーション）は、ロイヤリスト（王党派）やユニオニスト（連合派）によって使用され続けた。1998年のベルファスト合意で自治政府と議会が復活してからもアルスター・バナーは使用されず、公式にはユニオンジャックを掲揚するなどしている。2004年にベルファスト市議会は、旗の掲揚に関する調査を委託した。この調査によって、アルスター・バナーが北アイルランドの数多くの地方自治体によってユニオンジャックと共に掲揚され続けていることが指摘された。これらの地方自治体には、アーズバラ議会、キャリクファーガスバラ議会、キャッスルレーバラ議会が含まれる。
また、コモンウェルスゲームズにおいて北アイルランドを表わすために使用されたり、FIFAによってサッカー北アイルランド代表を表わすために使用されている。

?北アイルランドの総督旗
?北アイルランドの政府船旗